# Крајина експрес
Крајина експрес је име за 7. оклопни воз Српске војске Крајине. Воз је направљен на самом почетку рата у Хрватској 1991. године и био је коришћен све до распада Републике Српске Крајине у лето 1995. године.

## Историја

### 1991.
Оклопни воз Крајина експрес настао је у железничком депоу у Книну током лета 1991. године на иницијативу железничких радника из Книна као допринос одбрани Српске аутономне области Крајине. Првобитну композицију чинила су два вагона наоружана старим противавионским топовима, немачким топом 20 mm Флак 38 на првом вагону и британским топом 40 mm Бофорс М-12 на другом вагону. Трофејно наоружање укрцано на воз је пореклом из арсенала Територијалне одбране. За вучу композиције одређена је дизел локомотива америчке производње Џенерал Моторс ЈЖ 664-013. Цела композиција је заштићена од дејства непријатељске ватре оклопом дебљине 25 mm као и џаковима песка. Оклопни воз се на почетку рата налазио у саставу Милиције САО Крајине.
Своју прву борбу Крајина експрес имао је против Збора народне гарде у Лици, код Штикаде. Оклопни воз учествовао је и у борбама у Далмацији код Дрниша. У септембру 1991. године воз се враћа у Лику где је ангажован у подршци деблокаде складишта наоружања у Светом Року, где се посада воза одбранила од пешадијског напада хрватских снага помоћу митраљеза М53 узвраћајући ватру кроз пушкарнице на боку оклопа композиције. Сматра се да је током вишенедељног боравка у Лици воз и именован као Крајина експрес.
Пре примирја у јануару 1992. године, Крајина експрес учествује у заштити војног аеродрома Земуник код Задра.

### 1992.
Током 1992. године воз је ојачан за још један борбени вагон наоружан са једноцевним и троцевним противавионским топовима 20 mm М-75 и М-55, као и платформом за минобацач 120 mm. Немачки топ Флак 38 замењен је јачим совјетским топом 76 mm ЗИС-3.
Посада оклопног воза је као састав МУП-а Крајине учествовала у борбама и када воз није ангажован, као у операцији "Коридор" током лета и јесени 1992. године.
Крајем новембра 1992. године са устројавањем Српске војске Крајине, оклопни воз је претпотчињена у састав 75. моторизоване бригаде 7. сјевернодалматинског корпуса као Железничка чета 75. моторизоване бригаде, означен као 7. оклопни воз.

### 1993.
Након хрватске агресије на Велебиту у оквиру операције ХВ "Масленица 93", посада воза поново је ангажована како у артиљеријској подршци из самог воза, тако и у пешадијској борби ван воза. У том периоду изведена је и најпознатија операција оклопног воза, када је из Бенковца према Задру низ пругу пуштен вагон са 3.650 kg експлозива и 5 тона металног отпада. Композиција Крајина експреса гурала је овај вагон све до села Надин одакле се вагон самостално кретао низ пругу природним падом ка железничком тунелу код Задра који су хрватске снаге користиле као складиште артиљеријске муниције. Вагон је миниран са противтенковским минама на одбојницима као детонаторима. Није тачно познат ефекат ове диверзије, али је снажна експлозија изазвала панику међу становништвом Задра.
У лето 1993. године оклоп воза ојачан је армираном гумом која се у том периоду у пракси показала као успешна заштита од дејствовања противоклопних пројектила на оклопним возилима. Исте године воз је и пренаоружан, па је уместо топа ЗИС-3, на борбени вагон укрцана самоходна хаубица америчке производње 76 mm M18 Хелкет.

### 1994.
Toком 1994. године 7. оклопни воз ангажован је и на бихаћком ратишту преко Унске пруге у садејству са Војском Републике Српске и Народном одбраном АП Западне Босне. Воз дејствује са авионским лансерима навођених ракетних зрна калибра 57 mm и самоходном хаубицом М18 по муслиманским снагама 5. корпуса из Бихаћа. На прузи наилази на разне диверзије, постављене мине и уништене шине, те се воз кретао споро са јединицом инжињераца као претходницом која је вршила разминирање и поправљала уништену пругу. Током борбених дејстава ма бихаћком ратишту други борбени вагон погођен је са противоклопном ракетом Маљутка коју су испалиле муслиманске снаге. Том приликом добро се показала додатна гумена заштита која је смањила кумулативни млаз ракете, па је једина последица било рањавање једног члана посаде.
Борбена дејства око Бихаћа трајала су до децембра 1994. године када се Крајина експрес повукао у Книн.

### 1995.
Због сложене ситуације на ратишту, где су хрватске снаге прешле у офанзиву и овладале битнијим тачкама на Динари, воз је мање ангажован током 1995. године. Посада је активно учествовала у борбама као пешадијска јединица, док је воз у Книну био у приправности са резервном посадом.
По почетку хрватске агресије на Републику Српску Крајину, јаким артиљеријским нападима на Книн и остале српске градове у рану зору 4. августа, оклопни воз Крајина експрес добија наређење да се из Книна упути у Лику. Услед општег расула у Републици Српској Крајини, посада воза одлучује да воз уништи и приступи извлачењу људства.
Композиција оклопног воза је пуштена на стрмини личке пруге у пуној брзини, те је искочила из шина. Локомотива ЈЖ 664-013, која је вукла воз Крајина експрес, након рата је ремонтована у Гредељу и укључена у саобраћај са Хрватским железницама, са новом ознаком ХЖ 2062-055.
Током целог рата посада воза је имала само двоје настрадалих бораца услед дејства непријатељске артиљеријске ватре.
Командант 7. оклопног воза и његов машиновођа био је старији резервни водник Благоје Гуска. Посаду је чинило 20 људи.

## Композиција воза
- оклопљена дизел локомотива ЈЖ серије 664
- три наоружана борбена вагона
- три отворена вагона испред локомотиве за активирање потенцијалних мина

### Наоружање и опрема[3]
- самоходна хаубица 76 mm M18 Хелкет (од 1993. до 1995. године)
- противоклопни топ 76 mm ЗИС-3 (од 1992. до 1993. године)
- ПА топ 40 mm Бофорс М-12
- ПА топ 20 mm Флак 38 (замењен 1992. године топом ЗИС-3)
- 2 лансера невођених ракетних зрна 57 mm
- 2 лансера ПО ракета 9М14 Маљутка
- ПА топ 3 x 20 mm M-55
- ПА топ 20 mm М-75
- минобацач 120 mm
- ПА митраљез 12,7 mm Браунинг
- митраљези М53
- оклоп 25 mm
- армирана гума (додата 1993. године)
- опрема за поправку пруге

## Оклопни воз у јавности
Оклопни воз је привлачио много пажње како у српској тако и у међународној јавности. Различите телевизије су снимиле више емисија о оклопном возу и написано је неколико новинских чланака о њему како у домаћим тако и у страним медијима. Масовно је коришћен у пропагандне сврхе и имао је велики значај у подизању морала српским борцима где год да се појави. Познат је снимак Радио-телевизије Црне Горе где је једна чланица посаде изјавила како "воз може да се креће и ван пруге" што је командант воза Благоје Гуска потврдио, додајући да је воз опремљен најсавременијим радарима за праћење авиона, хеликоптера и пешадије, као и радио везом свих чланова посаде, што није било истинито.
Чувени народни певач из Лике, Борислав Зорић Личанин издао је песму "Крајином јури експрес" о оклопном возу на свом албуму Америко не дирај Србију из 1994.